# Chesley Award
Der Chesley Award ist ein Kunstpreis, der seit 1985 für künstlerische Werke aus dem Bereich der Science-Fiction und Fantasy von der Association of Science Fiction & Fantasy Artists (ASFA) verliehen wird.
Ursprünglich ASFA Award genannt, wurde der Preis nach dem Tod des Space-Art-Künstlers Chesley Bonestell 1986 ihm zu Ehren umbenannt.

## Kategorien
Der Preis wird in den folgenden Kategorien vergeben:
- Cover Illustration, Hardback Book: Umschlagbild, gebundenes Buch
- Cover Illustration, Paperback Or E-Book: Umschlagbild, Taschenbuch oder E-Book
- Cover Illustration, Magazine: Umschlagbild, Zeitschrift
- Interior Art: Illustration
- Color Work, Unpublished: nicht publiziertes farbiges Werk
- Monochrome Work, Unpublished: nicht publiziertes monochromes Werk
- Three-Dimensional Art: Skulpturen u. Ä.
- Artistic Achievement: Lebenswerk
- Art Director
- Gaming-Related Illustration: Illustrationen zu Spielen
- Product Illustration: Produktillustration
- Contribution To ASFA: Anerkennung der Arbeit für die ASFA

## Liste der Preisträger

### Cover Illustration, Hardback Book
| Jahr | Künstler           | Werk |
| ---- | ------------------ | --- |
| 2023 | Manzi Jackson      | Africa Risen (Tor)                                                                                        |
| 2021 | Corinne Reid       | Encounters with the Imaginery Vol. 3 (Boneshaker)                                                         |
| 2020 | Eric Wilkerson     | Kwambe Mbalia: Tristan Strong Punches a Hole in the Sky (Disney Hyperion)                                 |
| 2019 | Jon Foster         | Connie Willis: I Met a Traveller in an Antique Land (Subterranean)                                        |
| 2018 | Marc Simonetti     | Terry Brooks: The Sword of Shannara (Grim Oak)                                                            |
| 2017 | Tran Nguyen        | Jacqueline Carey: Kushiel’s Dart (Subterranean)                                                           |
| 2016 | Todd Lockwood      | Marie Brennan: Voyage of the Basilisk (Tor)                                                               |
| 2015 | Julie Dillon       | Brandon Sanderson (Hrsg.): Shadows Beneath: The Writing Excuses Anthology (Dragonsteel)                   |
| 2014 | Todd Lockwood      | Marie Brennan: A Natural History of Dragons (Tor)                                                         |
| 2013 | Todd Lockwood      | Jennifer Roberson: The Wild Road (DAW)                                                                    |
| 2012 | Tom Kidd           | Harlan Ellison: Deathbird Stories (Subterranean)                                                          |
| 2011 | Michael Whelan     | Brandon Sanderson: The Way of Kings (Tor)                                                                 |
| 2010 | Matt Stewart       | Brian Cullen: The Valley of Shadows (Tor)                                                                 |
| 2009 | Donato Giancola    | Marvin Kaye (Hrsg.): A Book of Wizards (SFBC)                                                             |
| 2008 | Donato Giancola    | Sandra McDonald: The Outback Stars (Tor)                                                                  |
| 2007 | Stephan Martiniere | Ian McDonald: River of Gods (Pyr)                                                                         |
| 2006 | Stephan Martiniere | Brandon Sanderson: Elantris (Tor)                                                                         |
| 2005 | Tony DiTerlizzi    | Holly Black, Tony DiTerlizzi: The Wrath of Mulgarath: The Spiderwick Chronicles Book 5 (Simon & Schuster) |
| 2005 | Donato Giancola    | Sara Douglass: The Nameless Day (Tor)                                                                     |
| 2005 | Rick Berry         | Judith Tarr: Queen of the Amazons (Tor)                                                                   |
| 2004 | Donato Giancola    | Clifford D. Simak: City (Science Fiction Book Club)                                                       |
| 2003 | Todd Lockwood      | R. A. Salvatore: The Thousand Orcs (Wizards of the Coast)                                                 |
| 2002 | Donato Giancola    | Isobelle Carmody: Ashling (Tor)                                                                           |
| 2001 | John Jude Palencar | Charles de Lint: Forests of the Heart (Tor)                                                               |
| 2000 | Michael Whelan     | Tad Williams: Otherland: Mountain of Black Glass                                                          |
| 1999 | Kinuko Y. Craft    | Patricia A. McKillip: Song for the Basilisk                                                               |
| 1998 | Bob Eggleton       | Alan Dean Foster: The Howling Stones                                                                      |
| 1997 | Michael Whelan     | Melanie Rawn, Jennifer Roberson, Kate Elliott: The Golden Key                                             |
| 1996 | Tom Kidd           | Chris Bunch, Allan Cole: Kingdoms of the Night                                                            |
| 1995 | Janny Wurts        | Janny Wurts: The Curse of the Mistwraith (HarperCollins UK)                                               |
| 1994 | Tom Kidd           | Allan Cole, Chris Bunch: The Far Kingdoms (Ballantine Del Rey)                                            |
| 1993 | Don Maitz          | Raymond E. Feist: Magician (Doubleday)                                                                    |
| 1992 | Michael Whelan     | Joan D. Vinge: The Summer Queen (Warner Questar)                                                          |
| 1991 | Keith Parkinson    | C. J. Cherryh: Chernovog (DAW)                                                                            |
| 1990 | Keith Parkinson    | C. J. Cherryh: Rusalka (Ballantine Del Rey)                                                               |
| 1989 | Don Maitz          | C. J. Cherryh: Cyteen (Warner)                                                                            |
| 1988 | James Gurney       | Tim Powers: On Stranger Tides (Ace)                                                                       |
| 1987 | David Cherry       | C. J. Cherryh: Chanur’s Homecoming                                                                        |
| 1985 | Michael Whelan     | Larry Niven: The Integral Trees (Ballantine Del Rey)                                                      |

### Cover Illustration, Paperback Or E-Book
| Jahr | Künstler            | Werk |
| ---- | ------------------- | --- |
| 2023 | Luisa Preissler     | Rachel Aaron: The Last Stand of Mary Good Crow (Selbstverlag)                                                   |
| 2021 | Charles Urbach      | Timothy Zahn: Ghost Riders in the Sky (Swallow's End)                                                           |
| 2020 | Amanda Makepeace    | The Long List Anthology Volume 5 (Diabolical Plots)                                                             |
| 2019 | Amanda Makepeace    | David Steffen: Diabolical Plots: Year Three (Diabolical Plots)                                                  |
| 2018 | Jaime Jones         | K. Arsenault Rivera: The Tiger’s Daughter (Tor)                                                                 |
| 2017 | Julie Dillon        | Ellen Campbell (Hrsg.): Beyond the Stars: At Galaxy’s Edge (Astral)                                             |
| 2016 | Tyler Jacobson      | Howard Andrew Jones: Beyond the Pool of Stars (Tor)                                                             |
| 2015 | Raoul Vitale        | Kij Johnson (Hrsg.): Nebula Awards Showcase 2014 (Pyr)                                                          |
| 2014 | Kerem Beyit         | Chris Willrich: The Scroll of Years (Pyr)                                                                       |
| 2013 | John Picacio        | Brenda Cooper: The Creative Fire (Pyr)                                                                          |
| 2012 | Matthew Stewart     | Martha Wells: The Cloud Roads (Night Shade)                                                                     |
| 2011 | Jason Chan          | Phillipa Ballantine: Geist (Ace)                                                                                |
| 2010 | Scott Altmann       | Jason Lethcoe: The Mysterious Mr. Spines: Flight (Grosset & Dunlap)                                             |
| 2009 | John Picacio        | Lou Anders (Hrsg.): Fast Forward 2 (Pyr)                                                                        |
| 2008 | Donato Giancola     | Sharon Lee, Steve Miller: Crystal Dragon (Meisha Merlin)                                                        |
| 2007 | Daniel Dos Santos   | Patricia Briggs: Moon Called (Ace)                                                                              |
| 2006 | Tom Kidd            | Harry Turtledove (Hrsg.): The Enchanted Completed (Baen)                                                        |
| 2005 | John Picacio        | James Tiptree, Jr.: Her Smoke Rose Up Forever (Tachyon Publications)                                            |
| 2004 | Todd Lockwood       | Elaine Cunningham: Tangled Webs (Wizards of the Coast)                                                          |
| 2003 | Tristan Elwell      | Jane Yolen: Briar Rose (Tor/Starscape)                                                                          |
| 2002 | Donato Giancola     | J. R. R. Tolkien, Chuck Dixon, Sean Deming: The Hobbit: An Illustrated Edition of the Fantasy Classic (Del Rey) |
| 2001 | Jean-Pierre Targete | Douglas Niles: Circle at Center (Ace)                                                                           |
| 2000 | John Jude Palencar  | Louise Marley: The Terrorists of Irustan                                                                        |
| 1999 | John Jude Palencar  | Tales of the Cthulhu Mythos                                                                                     |
| 1998 | Michael Dashow      | Peter S. Beagle: The Rhinoceros Who Quoted Nietzsche and other odd acquaintances                                |
| 1997 | Donato Giancola     | Emily Devenport: Eggheads                                                                                       |
| 1996 | Don Maitz           | Roger Zelazny, Robert Sheckley: A Farce to Be Reckoned With                                                     |
| 1995 | Alan M. Clark       | Carrie Richerson: Geckos (Roadkill Press)                                                                       |
| 1994 | Bob Eggleton        | Jack Dann, Gardner Dozois (Hrsg.): Dragans (Ace)                                                                |
| 1993 | David Cherry        | Marion Zimmer Bradley (Hrsg.): Sword and Sorceress IX (DAW)                                                     |
| 1992 | David Cherry        | Marion Zimmer Bradley (Hrsg.): Sword and Sorceress VIII (DAW)                                                   |
| 1991 | Don Maitz           | Dave Duncan: Magic Casement (Ballantine Del Rey)                                                                |
| 1991 | Michael Whelan      | C. S. Friedman: The Madness Season (DAW)                                                                        |
| 1990 | Stephen Hickman     | Crawford Killian: Gryphon (Ballantine)                                                                          |
| 1989 | Jody Lee            | Mercedes Lackey: The Oathbound (DAW)                                                                            |
| 1988 | Don Maitz           | Hugh Cook: Wizard War (Popular Library Questar)                                                                 |
| 1987 | Michael Whelan      | Robert A. Heinlein: The Cat Who Walked Through Walls                                                            |
| 1985 | Carl Lundgren       | Alan Dean Foster: The Day of the Dissonance (Warner)                                                            |

### Cover Illustration, Magazine
| Jahr | Künstler                                     | Zeitschrift                                                | Ausgabe            |
| ---- | -------------------------------------------- | ---------------------------------------------------------- | ------------------ |
| 2023 | Tehani Farr                                  | Eternus Nr. 1 Metal Variant                                | Oktober 2022       |
| 2021 | Francesca Resta                              | Clarkesworld Nr. 169                                       |                    |
| 2020 | Evan Cagle                                   | Buffy the Vampire Slayer: Chosen Ones Nr. 1                | August 2019        |
| 2019 | Arthur Haas                                  | Clarkesworld                                               | Mai 2018           |
| 2018 | Ingrid Kallick                               | Cricket                                                    | Januar 2017        |
| 2017 | Galen Dara                                   | Uncanny                                                    | Mai/Juni 2016      |
| 2016 | Tran Nguyen                                  | Uncanny                                                    | #4 Mai/Juni 2015   |
| 2015 | Julie Dillon                                 | Analog                                                     | April 2014         |
| 2014 | Dan Dos Santos                               | Fables                                                     | #136 Dezember 2013 |
| 2013 | Ken Barthelmey                               | Clarkesworld                                               | #74 November 2012  |
| 2012 | Lee Moyer                                    | Weird Tales                                                | Winter 2010/2011   |
| 2011 | Nick Greenwood                               | Intergalactic Medicine Show                                | Juni 2010          |
| 2010 | John Picacio                                 | Asimov’s Science Fiction                                   | September 2009     |
| 2009 | Matts Minnhagen                              | Clarkesworld Magazine                                      | April 2008         |
| 2008 | Cory Ench, Catska Ench                       | F&SF                                                       | März 2007          |
| 2007 | Renee LeCompte                               | Fantasy Magazine                                           | Sommer 2006        |
| 2006 | Donato Giancola                              | Asimov’s Science Fiction                                   | September 2005     |
| 2005 | Omar Rayyan                                  | Spider Magazine                                            | Oktober 2004       |
| 2004 | Bob Eggleton                                 | F&SF                                                       | Juli 2003          |
| 2003 | Todd Lockwood                                | Dragon                                                     | Dezember 2002      |
| 2002 | James C. Christensen                         | The Leading Edge                                           | #41 April 2001     |
| 2001 | Todd Lockwood                                | Dragon                                                     | Juli 2000          |
| 2000 | Bob Eggleton                                 | F&SF                                                       | August 1999        |
| 1999 | Bob Eggleton                                 | F&SF                                                       | Mai 1998           |
| 1998 | Todd Lockwood                                | Dragon                                                     | August 1997        |
| 1997 | Bob Eggleton                                 | F&SF                                                       | Mai 1996           |
| 1996 | Bob Eggleton                                 | Analog                                                     | Januar 1995        |
| 1995 | Wojtek Siudmak                               | Analog                                                     | Dezember 1994      |
| 1995 | Bob Eggleton                                 | Asimov’s Science Fiction                                   | August 1994        |
| 1994 | Wojtek Siudmak                               | Asimov’s Science Fiction                                   | Dezember 1993      |
| 1993 | Michael Whelan                               | Asimov’s Science Fiction                                   | November 1992      |
| 1992 | David Mattingly                              | Amazing Stories                                            | September 1991     |
| 1991 | Bob Eggleton                                 | Aboriginal SF                                              | Januar 1990        |
| 1990 | Frank Kelly Freas, Laura Brodian Kelly-Freas | Marion Zimmer Bradley’s Fantasy Magazine                   | Herbst 1989        |
| 1989 | Bob Eggleton                                 | Asimov’s Science Fiction                                   | Juli 1988          |
| 1988 | Terry Lee                                    | Amazing Stories                                            | Januar 1988        |
| 1987 | Bob Eggleton                                 | Asimov’s Science Fiction                                   | Januar 1987        |
| 1985 | Bob Walters                                  | Jack McDevitt: Promises to Keep (Asimov’s Science Fiction) | Dezember 1984      |

### Interior Art
| Jahr | Künstler                      | Werk                                                                                                 |
| ---- | ----------------------------- | --- |
| 2023 | Omar Rayyan                   | George Orwell: Animal Farm (Suntup Editions)                                                         |
| 2021 | Iris Complet                  | Adam Cesare: The Dark Bestiary (Insight)                                                             |
| 2020 | John Picacio                  | Leigh Bardugo: Ninth House (Flatiron)                                                                |
| 2019 | Vanessa Lemen                 | Ursula K. Le Guin: The Left Hand of Darkness (Easton)                                                |
| 2018 | Gregory Manchess              | Gregory Manchess: Above the Timberline (Saga)                                                        |
| 2017 | Greg Ruth                     | Glen Hirshberg: Freedom Is Space for the Spirit (Tor.com Apr 2016)                                   |
| 2016 | Peter Mohrbacher              | Eli Minaya, Peter Mohrbacher: Angelarium: Book of Emanations (Magnetic)                              |
| 2015 | Anna Balbusso, Elena Balbusso | Abra Staffin-Wiebe: Ekaterina and the Firebird (Tor.com, Januar 2014)                                |
| 2014 | Brian Kesinger                | Walking Your Octopus (Baby Tattoo)                                                                   |
| 2013 | Sam Burley                    | Cecil Castellucci: Brother. Prince. Snake (Tor.com)                                                  |
| 2012 | Julie Dillon                  | Michael Swanwick: The Dala Horse (Tor.com)                                                           |
| 2011 | Donato Giancola               | Donato Giancola: Middle-Earth: Visions of a Modern Myth (Underwood)                                  |
| 2010 | Gary Lippincott               | Jane Yolen: Come to the Fairies’ Ball                                                                |
| 2009 | Donato Giancola               | J. Robert Lennon: The Wraith (Playboy, November 2008)                                                |
| 2008 | James Gurney                  | James Gurney: Dinotopia: Journey to Chandara (Andrews McNeel)                                        |
| 2007 | Omar Rayyan                   | Cricket                                                                                              |
| 2006 | Gerald Brom                   | The Plucker                                                                                          |
| 2005 | Charles Vess                  | Charles de Lint: Medicine Road (Subterranean Press)                                                  |
| 2004 | Todd Lockwood                 | Robert Silverberg: Crossing Into the Empire (Realms of Fantasy, Juni 2003)                           |
| 2003 | Scott Gustafson               | Scott Gustafson: Classic Fairy Tales (Greenwich Workshop/Hallmark)                                   |
| 2002 | Tom Kidd                      | H. G. Wells: The War of the Worlds (Books of Wonder)                                                 |
| 2001 | Kinuko Y. Craft               | Kinuko Y. Craft: Cinderella (North-South/SeaStar)                                                    |
| 2000 | James Gurney                  | James Gurney: Dinotopia: First Flight                                                                |
| 1999 | Brian Froud                   | Brian Froud, Terri Windling: Good Faeries/Bad Faeries                                                |
| 1998 | Alan Lee                      | J. R. R. Tolkien: The Hobbit                                                                         |
| 1997 | Todd Lockwood                 | Tanith Lee: Death Loves Me (Realms of Fantasy, August 1996)                                          |
| 1996 | James Gurney                  | James Gurney: Dinotopia, the World Beneath                                                           |
| 1995 | Brian Froud                   | Terry Jones, Brian Froud: Lady Cottington’s Pressed Fairy Book                                       |
| 1994 | Alan M. Clark                 | Robert Reed: The Toad of Heaven (Asimov’s Science Fiction Jun 1993)                                  |
| 1993 | Alan M. Clark                 | G. David Nordley: Poles Apart (Analog, Mitte Dezember 1992)                                          |
| 1992 | Bob Walters                   | Stephen King: It Grows on You (Weird Tales, Sommer 1991)                                             |
| 1991 | Val Lakey Lindahn             | L. A. Taylor: The Flowers, the Birds, the Leaves, the Bees (Analog, Juni 1990)                       |
| 1990 | Todd Cameron Hamilton         | Jody Lynn Nye, Anne McCaffrey: Dragonlover’s Guide to Pern (Ballantine Del Rey)                      |
| 1989 | Alan Lee                      | Peter Dickinson: Merlin Dreams (Gollancz)                                                            |
| 1988 | Janet Aulisio                 | Amazing Stories, Mai 1987                                                                            |
| 1987 | Dell Harris                   | Analog                                                                                               |
| 1987 | Bob Walters                   | Michael Swanwick: Vacuum Flowers (Asimov’s Science Fiction Mitte Dezember 1986, Januar/Februar 1987) |
| 1985 | Dell Harris                   | Analog, März 1985                                                                                    |

### Lifetime Artistic Achievement
| Jahr | Künstler                   |
| ---- | -------------------------- |
| 2023 | Gregory Manchess           |
| 2021 | Richard Corben             |
| 2020 | Syd Mead                   |
| 2019 | Diane Dillon               |
| 2018 | Alan Lee                   |
| 2017 | Hayao Miyazaki             |
| 2016 | Kinuko Y. Craft            |
| 2015 | John Harris                |
| 2014 | Jim Burns                  |
| 2013 | Brom                       |
| 2012 | Moebius (Jean Giraud)      |
| 2011 | Boris Vallejo              |
| 2010 | Greg Hildebrandt           |
| 2009 | Julie Bell                 |
| 2008 | Michael Wm. Kaluta         |
| 2007 | John Jude Palencar         |
| 2006 | John Picacio               |
| 2005 | Omar Rayyan                |
| 2003 | Tom Kidd                   |
| 2002 | Donato Giancola            |
| 2001 | Frank Kelly Freas          |
| 2000 | Stephen Hickman            |
| 1999 | Bob Eggleton               |
| 1998 | Vincent Di Fate            |
| 1997 | Don Maitz                  |
| 1996 | Thomas Canty               |
| 1995 | Frank Frazetta             |
| 1994 | Frank Kelly Freas          |
| 1993 | James Gurney               |
| 1992 | James Gurney               |
| 1991 | Michael Whelan             |
| 1990 | Don Maitz                  |
| 1989 | Don Maitz, für First Maitz |
| 1988 | Frank Frazetta             |
| 1987 | Alex Schomburg             |
| 1985 | Carl Lundgren              |